# Clarkstown
Clarkstown ist eine US-amerikanische Town im Rockland County des Bundesstaats New York. Das U.S. Census Bureau hat bei der Volkszählung 2020 eine Einwohnerzahl von 86.855 ermittelt.
Clarkstown bildet eine Vorstadt von New York City und befindet sich am Ostufer des Hudson River. Auf dem Gebiet der Town befinden sich verschiedene kleinere Siedlungen und Villages. Clarkstown ist die am dichtesten besiedelte Stadt im Rockland County und beherbergt New City, den County Seat. In Clarkstown gibt es mehr Geschäftsviertel als in jeder anderen Stadt im Rockland County, darunter das Palisades Center, das zu den größten Einkaufszentren der Welt gehört. Clarkstown wurde mehrfach in Listen der Kleinstädte mit der höchsten Lebensqualität in den Vereinigten Staaten gewählt.

## Geschichte
Die Stadt Clarkstown wurde 1791 als Teil des Orange County gegründet, bevor das Rockland County gebildet wurde.

## Demografie
Nach der Volkszählung von 2010 leben in Clarkstown 84.187 Menschen. Die Bevölkerung teilt sich 2010 auf in 67,0 % nicht-hispanische Weiße, 9,0 % Afroamerikaner, 0,1 % amerikanische Ureinwohner, 4,0 % Asiaten, 0,2 % Sonstige und 1,6 % mit zwei oder mehr Ethnizitäten. Hispanics oder Latinos machten 11,7 % der Bevölkerung aus. Das mittlere Haushaltseinkommen lag bei 107.178 US-Dollar und die Armutsquote bei 5,0 %.

## Persönlichkeiten
- Joseph Wood (1778–1830), Maler